# قلعة دماب
قلعة دماب (بالفارسية: قلعه دماب) هي قلعة تاريخية تعود إلى عصر القاجاريون، وتقع في مقاطعة نجف أباد.